# 白ウサギの夢
白ウサギの夢（しろうさぎのゆめ）は、日本の4人組アイドルグループ。
キャッチコピーは「日常から幸せな夢の中へ白ウサギがご案内します。」となっている。
所属事務所はKOKO project。
メンバーは、七松りい、成海凛花、佐倉柚月、閏間環の4人。また、白ウサギの夢のファンネームは「にんじん（表記未定）」と呼ばれる。

## 概要
2022年7月16日、クリエイターチーム「KOKO project」がプロデュースするアイドルグループとしてデビュー。
プロデューサーはmegu、4人体制で活動をスタート。
同日、同じ事務所所属のILPIN（イルピン）と一緒に、渋谷キャメロットでデビューライブを行った。
2023年9月3日にメンバー全員が卒業し解散した。

## メンバー
| 名前                     | 誕生日  | 出身地 | 血液型 | 担当カラー     | 備考 |
| ------------------------ | ------- | ------ | ------ | -------------- | --- |
| 七松りい（ななまつりい） | 3月21日 | 東京都 | AB型   | メロディピンク | - 2022年7月加入（オリジナルメンバー） - 愛称：りいちゃん、社長（七松カンパニー）、金松 - 猫が大好きなのに猫アレルギー - 卒業後、リットクロス×××、にとくり。へ加入。 |
| 成海凜花（なるみりんか） | 7月1日  | 千葉県 | B型    | ハニーイエロー | - 2022年7月加入（オリジナルメンバー） - 愛称：なるみん - 可憐なアイボリーが好き                                                                                     |
| 佐倉柚月（さくらゆづき） | 5月15日 | 東京都 | A型    | ワンダーブルー | - 2022年7月加入（オリジナルメンバー） - 愛称：ゆづち、さくちゃ - 寝ること♡歌うこと♡コウペンちゃんが大好き♡ - 卒業後、Hi-eNdへ加入。                                 |
| 閏間環（うるまたまき）   | 12月5日 | 東京都 | O型    | ムーンレッド   | - 2022年7月加入（オリジナルメンバー） - 愛称：うるたん - 裏表が無さすぎるオタク気質なアイドル - 特技：妄想                                                          |

## エピソード
- メンバーでよく回転寿司を食べに行っている。
- オーディションが終わってグループ分けの際、佐倉柚月は同時にデビューするILPINとどちらに所属させるか最後まで迷われていた[1]。
- 七松りいは2022年11月中旬に足の小指を骨折（2022年内2回目の骨折）[2]、それが原因でしばらくライブを欠場していた。2022年12月上旬にはライブに復帰したが、しばらくはステージ上に用意されたイスに座って歌とダンスを披露していた[3]。（4公演）

## 楽曲
- 好き、届きますように (作詞 不明、作曲 不明)
- 勘違い厳禁！ (作詞 不明、作曲 不明)
- Shining way!! (作詞 不明、作曲 不明)

## 出演

### テレビ
- 真夜中のおバカ騒ぎ！（2022年11月6日27:30- 、 千葉テレビ・TOKYO MX1） - マヨバカ学園枠メンバー（七松りい）

### ラジオ
- Midnight Wave（2023年1月〜(毎週土曜・毎月2週目)、 市川うららFM） - メインパーソナリティ（佐倉柚月）

### 舞台
- 朗読劇『オズの西遊記〜Legend of GO WEST』（2022年9月 - ） - 応援団員ギンカック 役（七松りい）